# ヤン・ダーフィッツゾーン・デ・ヘーム
ヤン・ダーフィッツゾーン・デ・ヘーム（Jan Davidsz. de Heem もしくは Jan Davidszoon de Heem、 1606年4月17日頃 - 1684年4月26日以前）は、17世紀のオランダで活躍した画家。豊かな色彩と精密さが際立つ静物画で知られている。

## 生涯
ヤン・ダーフィッツゾーン・デ・ヘームはユトレヒトに生まれた。バルタザール・ファン・デル・アストに師事する。1625年から1629年までライデンに住み、ダーフィット・バイリーの元で学ぶ。1635年か1636年にアントウェルペンの画家組合に加入した。1667年までアントウェルペンで過ごし、ユトレヒトに戻る。記録によるとユトレヒトに1668年から1671年まで住んでいたようである。1671年にはフランス軍の接近によりその地を離れている。彼がいつアントウェルペンに戻ったのか記録にないが、1684年にその地で亡くなったという記録が残っている。
息子のコルネリス・デ・ヘームも画家となった。
アンリ・マティスは1916年から1917年にかけて、現在ルーヴル美術館所蔵の『卓上の果物と豪華な食器』のバリエーションを発表している（現在ニューヨーク近代美術館蔵）。

## 作品

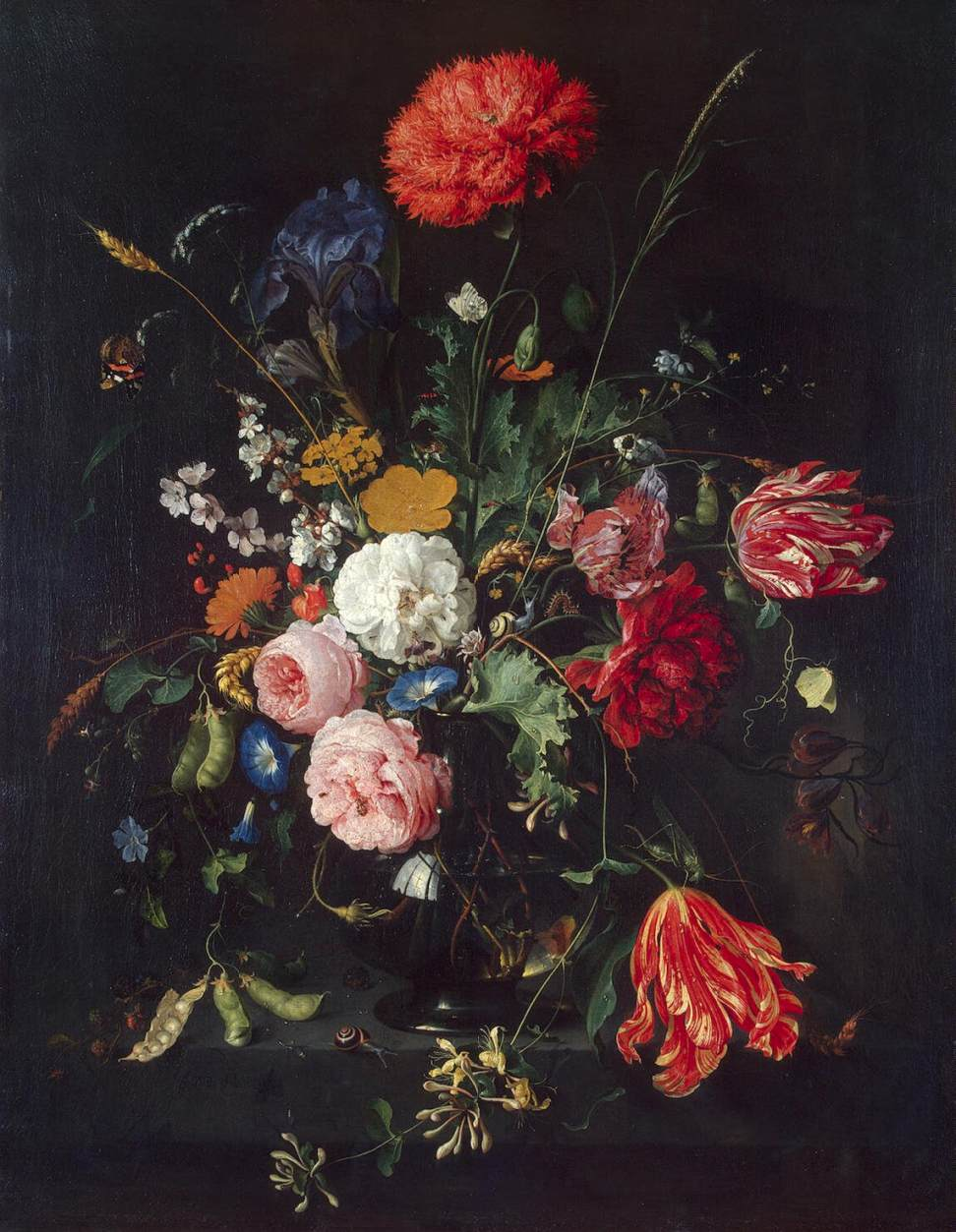
『花瓶の花』 エルミタージュ美術館
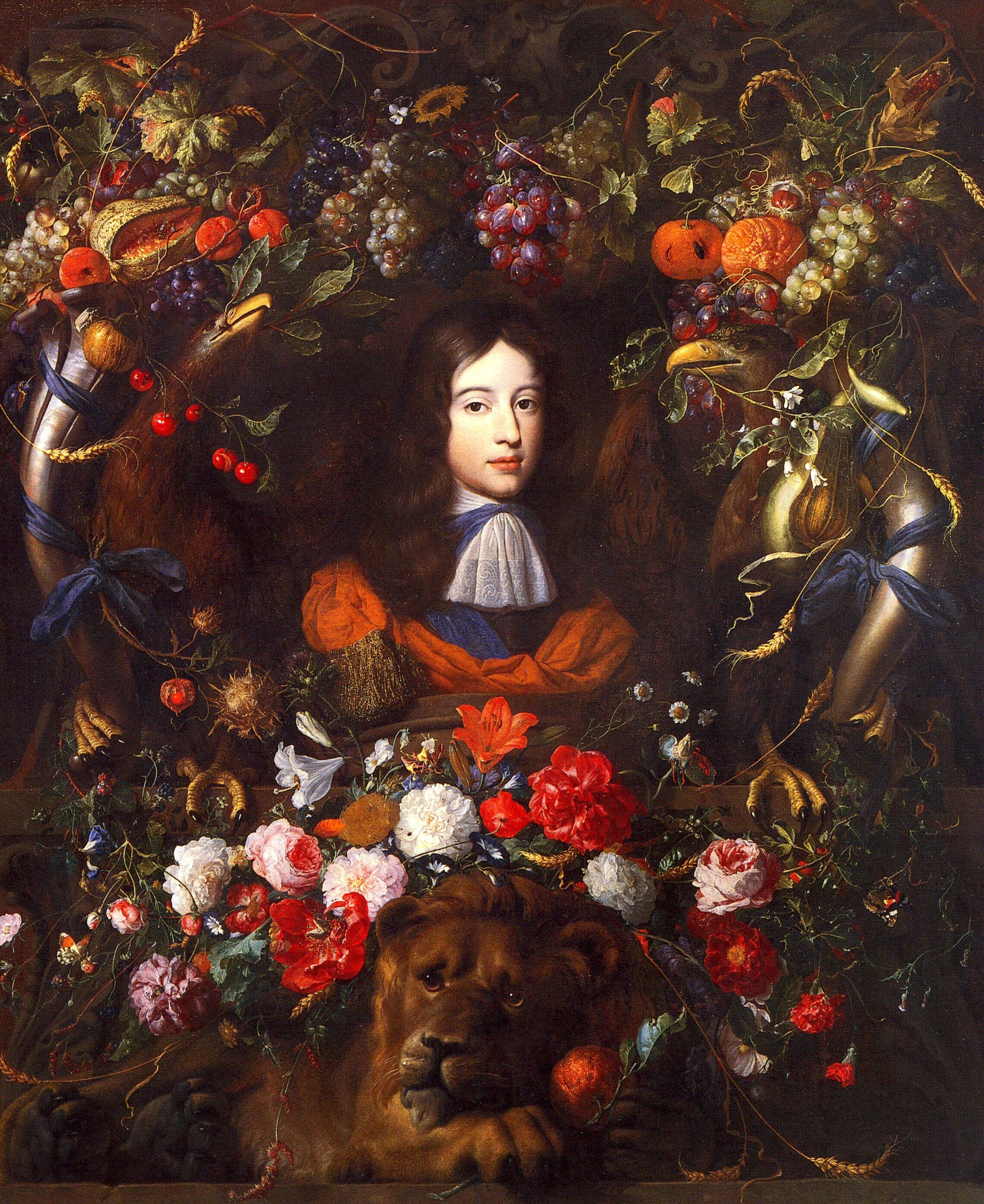
『ウィリアム3世の肖像（10歳頃）』 リヨン美術館
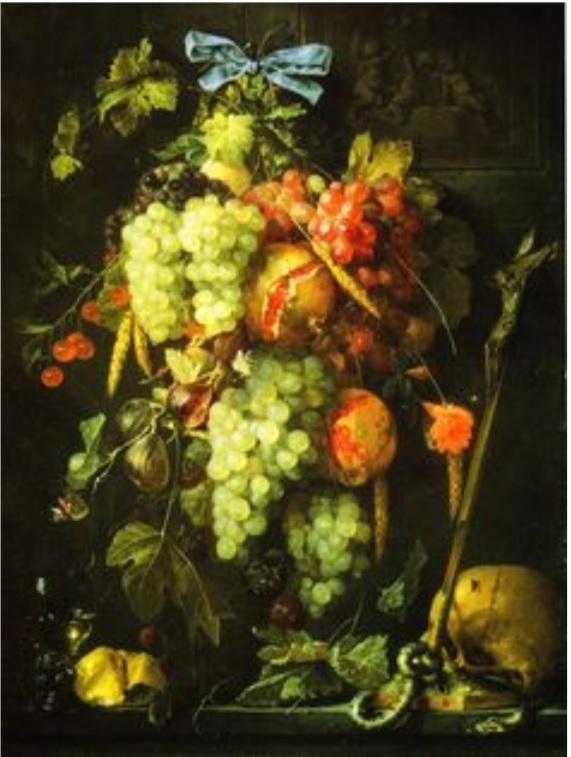
『ブドウ、頭蓋骨、十字架のある静物画』(1653) アイルランド国立美術館

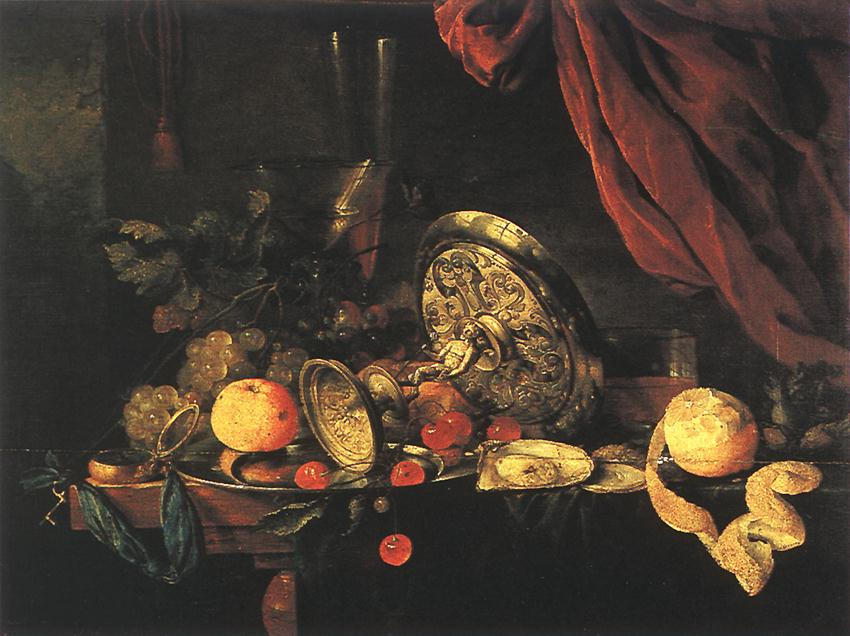
『静物』 プラド美術館
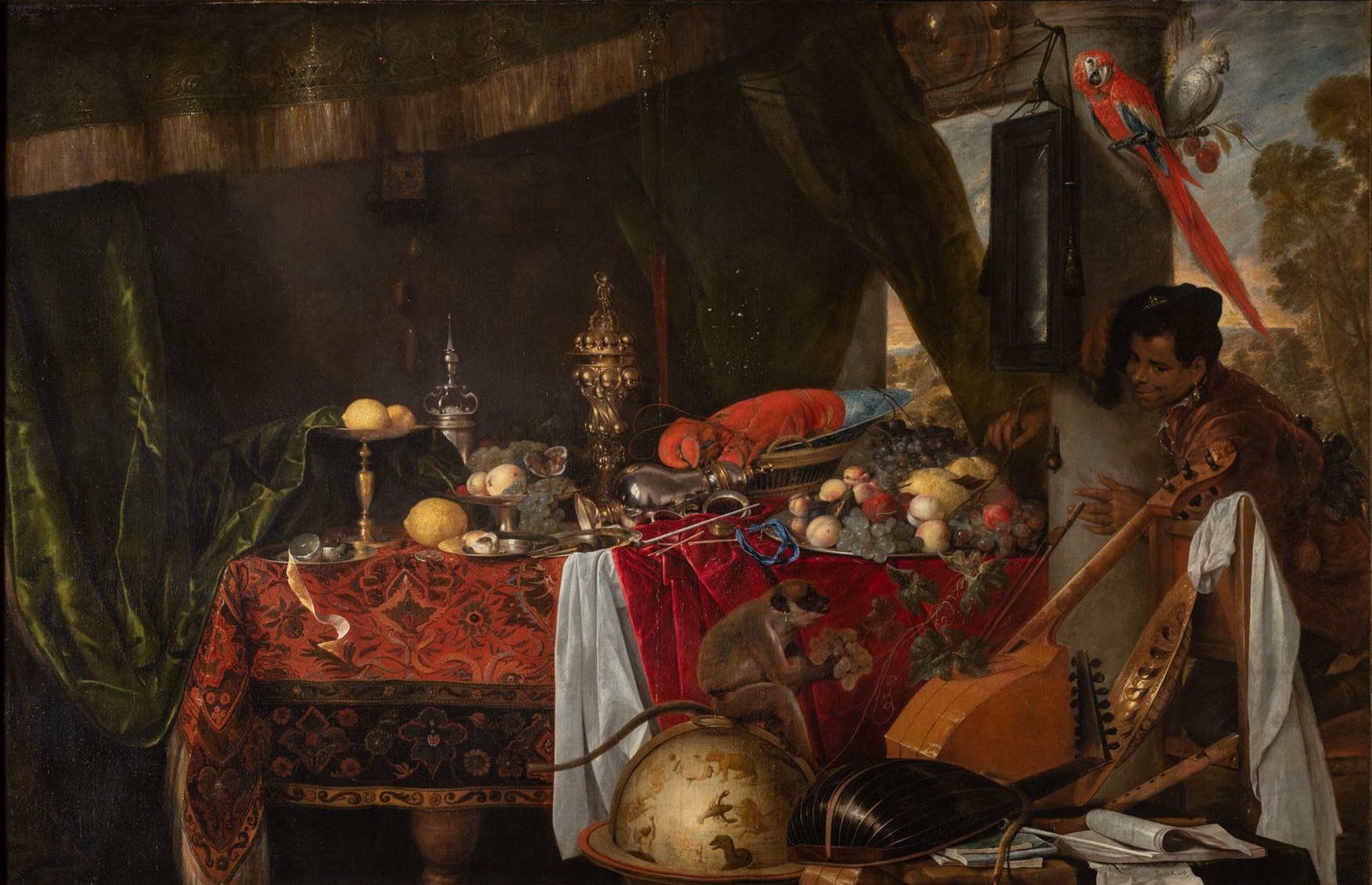
『静物』 Brussels City Museum
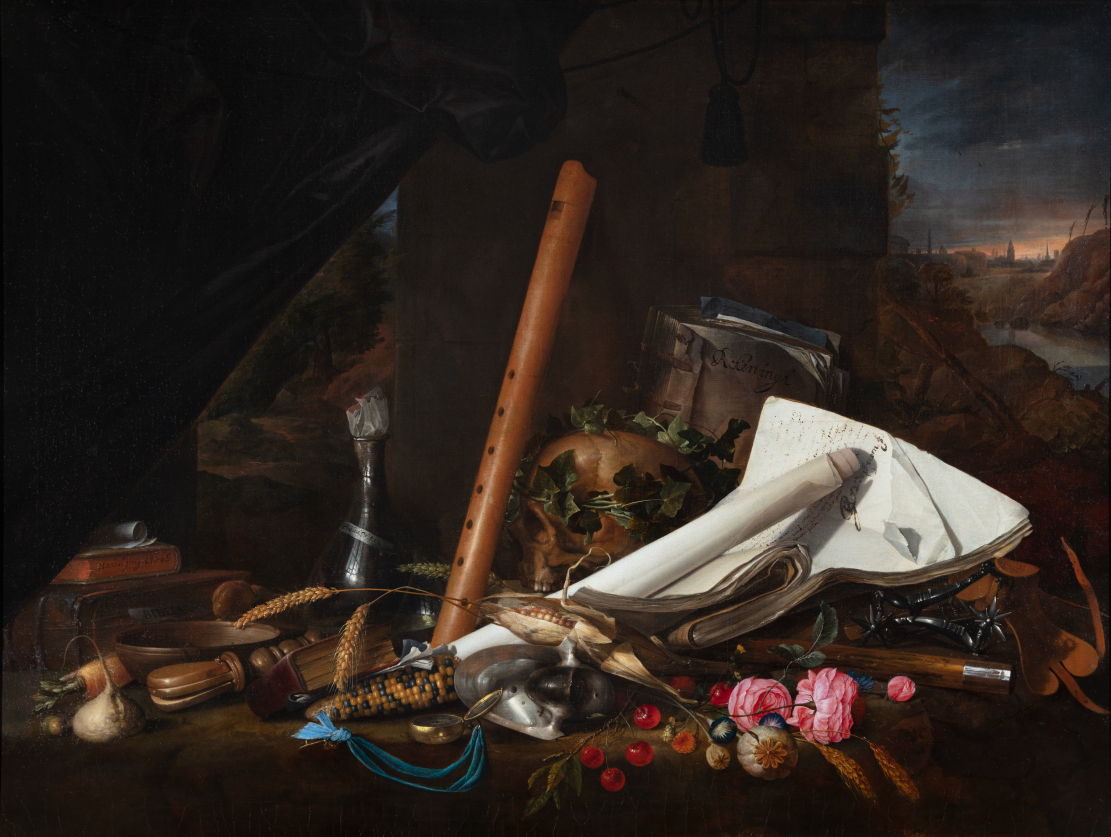
『本、果物、フルートのあるヴァニタス静物画』

## 参照
1. ↑  Still Life after Jan Davidsz. de Heem's "La Desserte"